# Branchinecta packardi
Branchinecta packardi är en kräftdjursart som beskrevs av Arthur Sperry Pearse 1912. Branchinecta packardi ingår i släktet Branchinecta och familjen Branchinectidae. Inga underarter finns listade.

## Bildgalleri

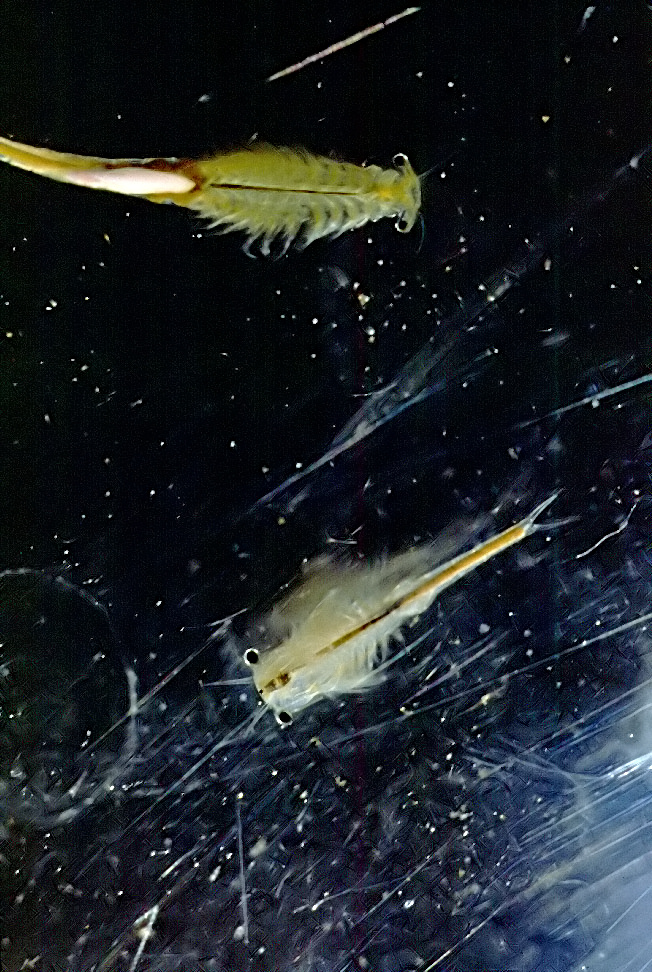